# جونیور سائو
جونیور سائو (انگلیسی: Junior Seau؛ ۱۹ ژانویهٔ ۱۹۶۹ – ۲ مهٔ ۲۰۱۲) یک ورزشکار اهل ایالات متحده آمریکا بود.